# Medická zahrada
Medická zahrada je veřejný park v Bratislavě v městské části Staré Město. Nachází se mezi ulicemi Špitálska, Americké náměstí, Sasinkova ulice, Poľná ulice a Ulice 29. srpna.
Na straně ze Špitálské ulice ji ohraničuje i Aspremontův letní palác, který zasahuje i do zahrady. Medická zahrada obsahuje dětské hřiště, několik soch a drobnou architekturu.
V jeho východní, pravé části parku, je postaven památník na slovenského, od jeho dvou let žijícím v Maďarsku, básníka, jménem Sándor Petőfi, původně Alexander Petrovič. Psal poezii milostnou, revoluční, reflexivní, je autorem několika eposů. 

## Galerie

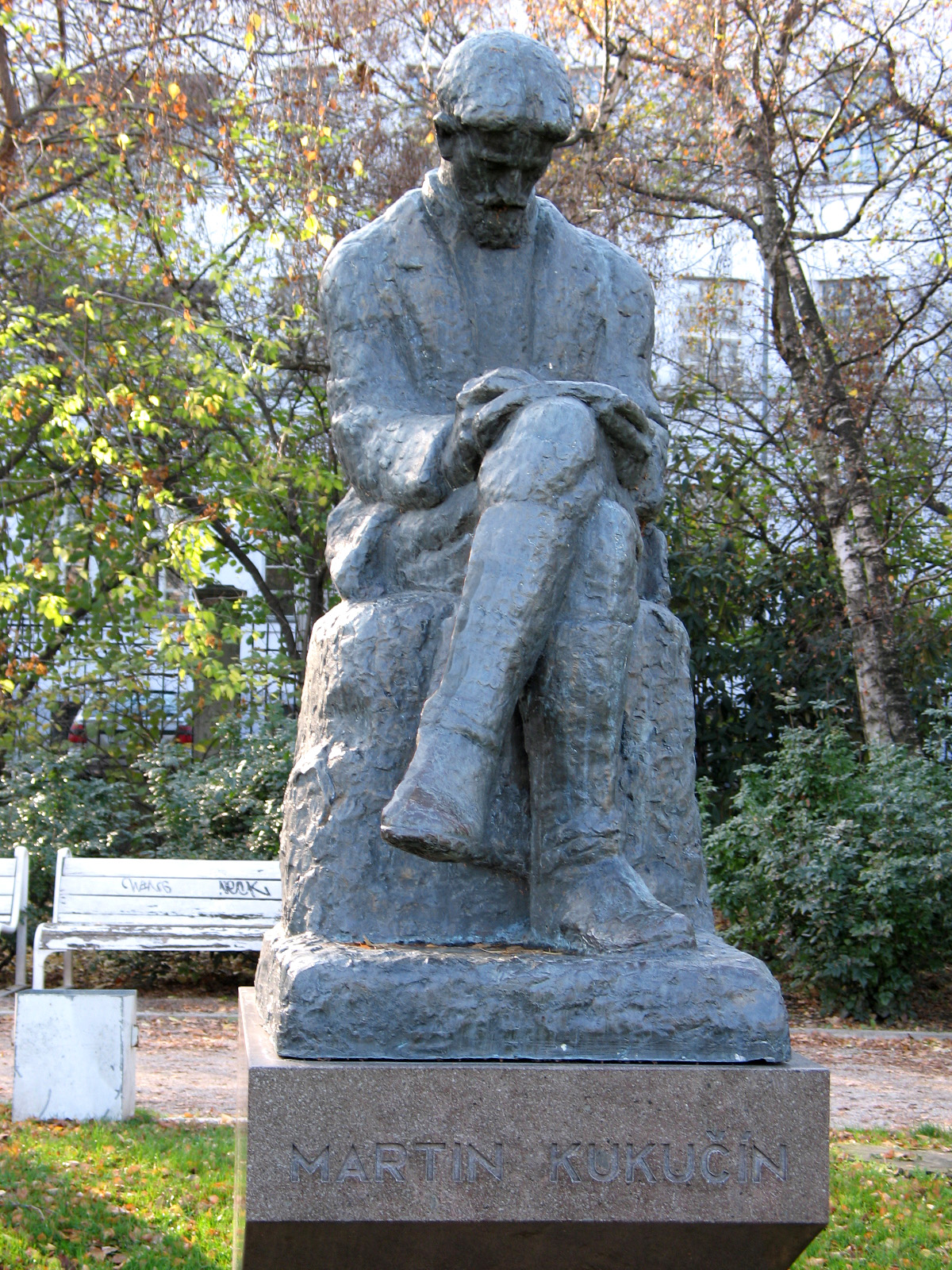
Socha Martina Kukučína v Medické zahradě
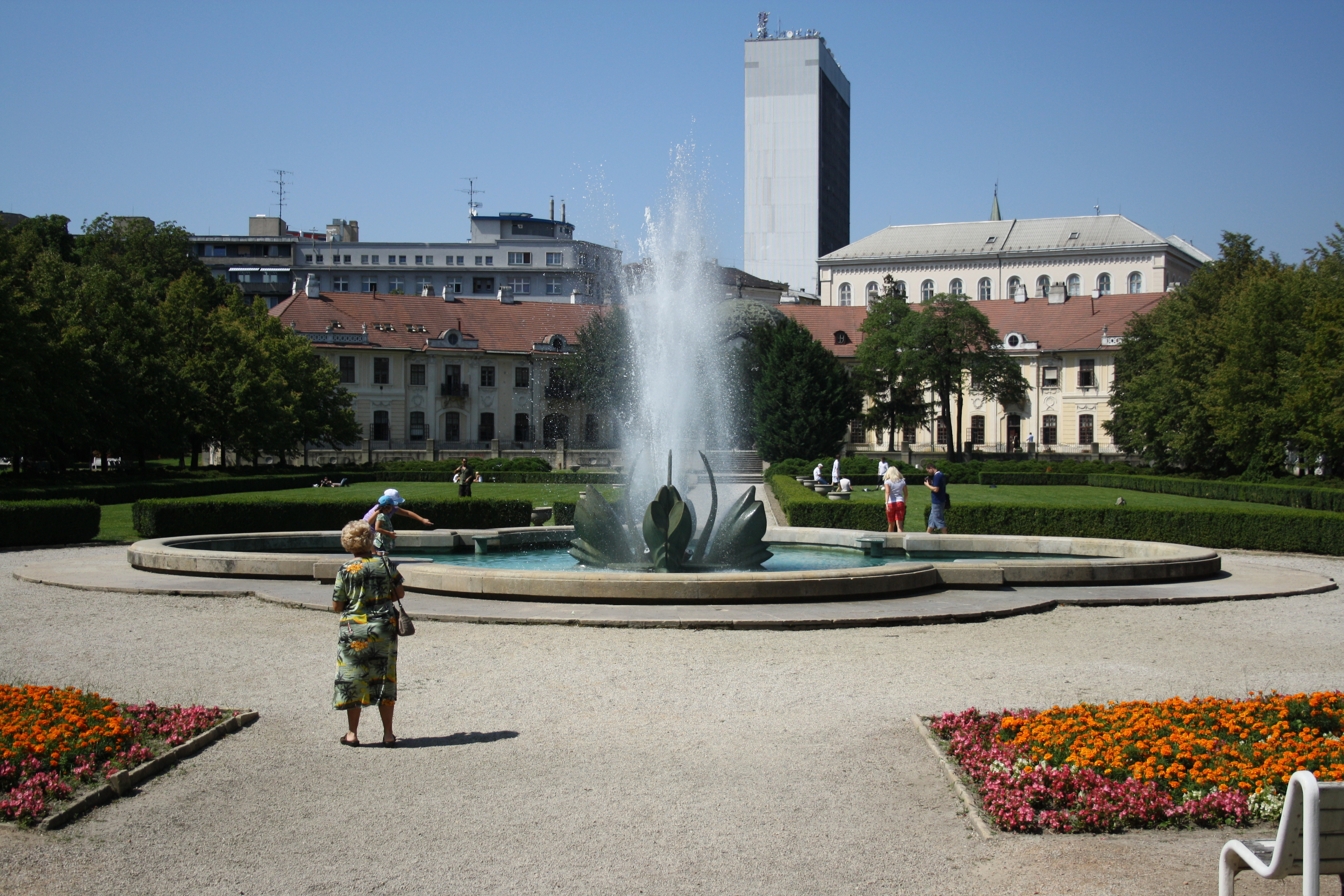
Fontána v Medické zahradě